# 迷子犬と雨のビート
「迷子犬と雨のビート」（まいごいぬとあめのビート）はASIAN KUNG-FU GENERATIONの15枚目のシングル。

## 概要
- 「ソラニン」以来約2か月ぶりのシングル。アルバム『マジックディスク』の先行シングルである。
- 「アフターダーク」以来約2年6か月ぶりのアニメタイアップとなった。
- 珍しくホーンアレンジを施した楽曲となった

## 収録曲
全曲 作詞：後藤正文、編曲：ASIAN KUNG-FU GENERATION
1. 迷子犬と雨のビート
（作曲：後藤正文）
フジテレビ系アニメ『四畳半神話大系』オープニングテーマ。このアニメでは、アジカンのCDジャケットのイラストを担当している中村佑介がキャラクター原案を担当している。後藤曰く「今までの曲で一番会心の出来の曲」[注 2]。2013年に行われた横浜スタジアム公演の際のメンバー間投票では1位だった(ファン投票では29位)。ブラス・アレンジは藤本功一。
2. 雨上がりの希望
（作曲：後藤正文・山田貴洋）

## 収録アルバム
- マジックディスク (#1)
- フィードバックファイル 2 (#2)